# American bashkir curly

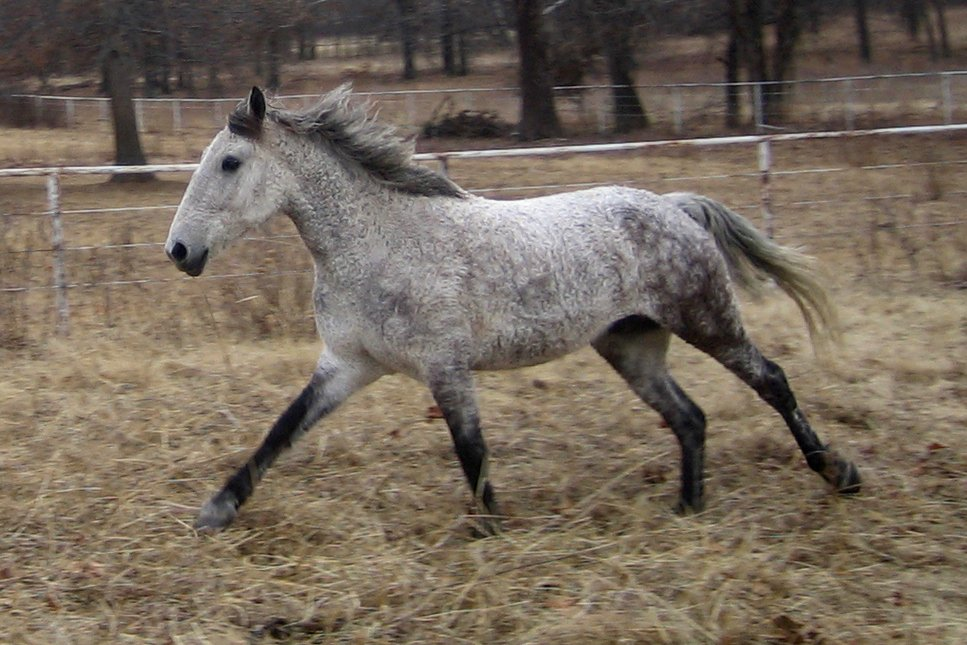
Bashkir Curly in galop

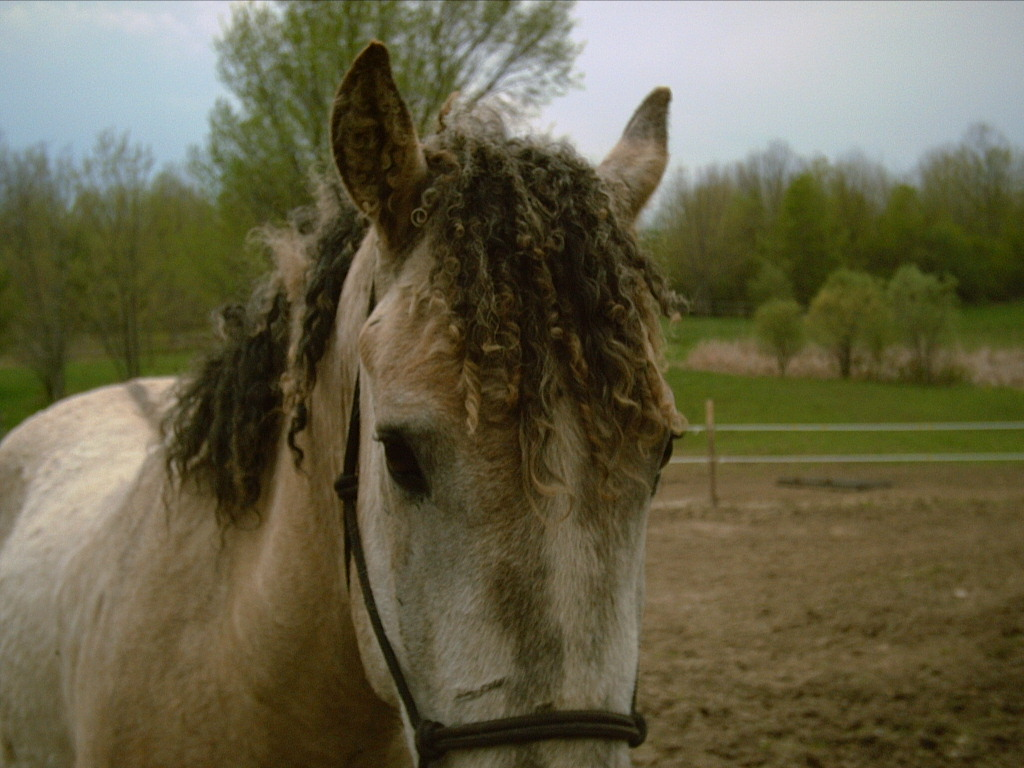
Bashkir Curly, profiel

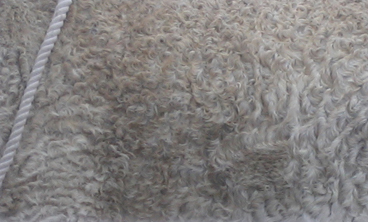
Wintervacht

De Bashkir Curly is een Amerikaans paardenras, afkomstig uit de Verenigde Staten en Canada. Het ras staat ook bekend onder de namen American Bashkir Curly, Curly Horse en Curly.

## Kenmerken
De Curly is een middelgroot paard met een stokmaat tussen de 140 - 165 cm, meestal 150 cm. De paarden hebben een relatief klein hoofd, rechte benen, sterke knieën, een korte rug, een ronde achterhand en krachtige schouders. De hoeven zijn bijna perfect rond, sterk en donker. De Bashkir Curly komt in alle kleuren voor. Een veelvoorkomende kleur is vos.
De wintervacht kan licht golvend tot sterk gekruld zijn, zoals bij permanent. De helft van alle veulens krijgt die gekrulde vacht, zelfs als de Bashkir Curly wordt gekruist met een paard van een ander ras. De veulens worden geboren met een dikke krulvacht, krullen in hun oren en gekrulde wimpers. Onder de microscoop lijken de haren van een curly meer op mohair (wol) dan op gewoon paardenhaar. Mensen met een allergie blijken doorgaans niet zo sterk te reageren op paarden met een krulvacht als op andere paarden.
Een bijzondere eigenschap van deze paarden is dat ze hun manen en staart kunnen verliezen in de zomer, waarna deze 's winters weer aangroeien. De wintervacht van deze paarden is gekruld, maar 's zomers kan de vacht vrijwel helemaal glad zijn.

## Herkomst
Over de precieze herkomst van de voorouders van dit ras wordt gespeculeerd. Indianen zagen paarden met krullen als bijzondere paarden. Begin 20e eeuw werden ze gesignaleerd in Eureka in Nevada. Een veeboer die rond 1932 ontdekte dat deze paarden winterhard zijn, wist er een paar te vangen uit een kudde mustangs en begon ermee te fokken. In het begin werd er niet veel waarde gehecht aan raszuiverheid. Het American Bashkir Curly Registry werd opgericht in 1971. Later ontstonden er nog enkele verenigingen die het paard onder de belangstelling willen brengen.

## Karakter
Het karakter van de paarden is over het algemeen goed. Ze zijn goed gehumeurd, vriendelijk en niet snel van hun stuk te brengen. De meeste Curly's zijn mensgericht, hebben een open karakter en zijn makkelijk te trainen en volgzaam.

## Gebruik
De paarden worden in Amerika ingezet voor alle takken van sport, van westernrijden, zoals western reining en barrel racing tot springen en dressuur. De paarden zijn veelzijdig en geschikt voor de endurance omdat ze bekendstaan om hun snelle herstel na inspanning.

## Afbeeldingen

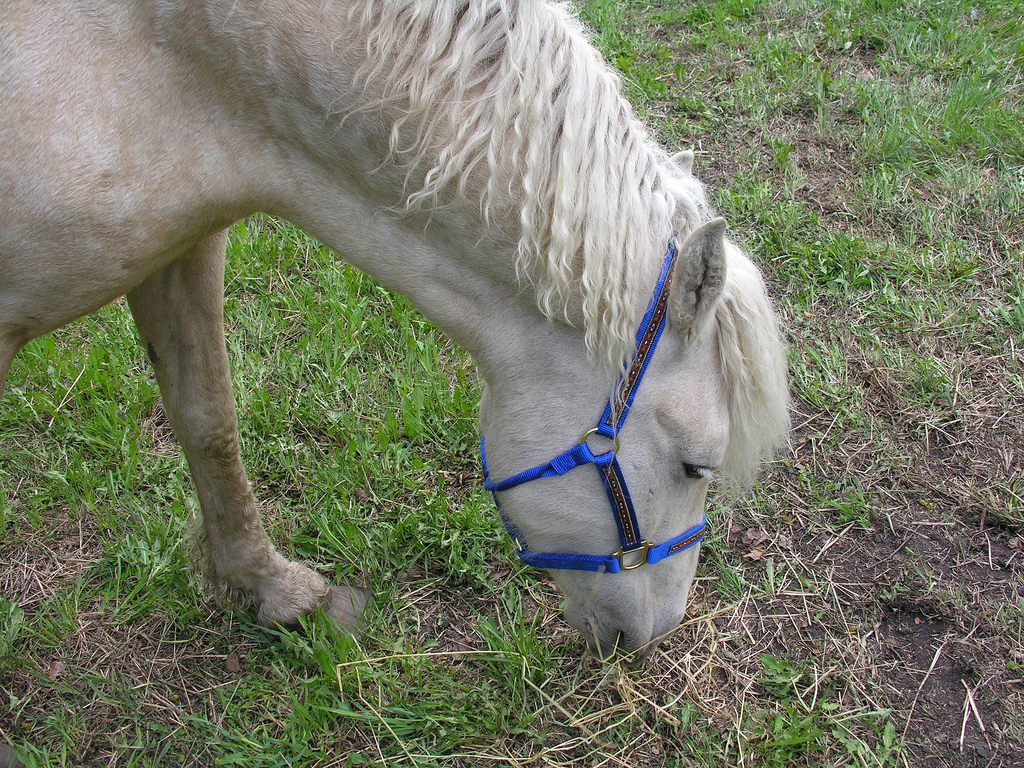
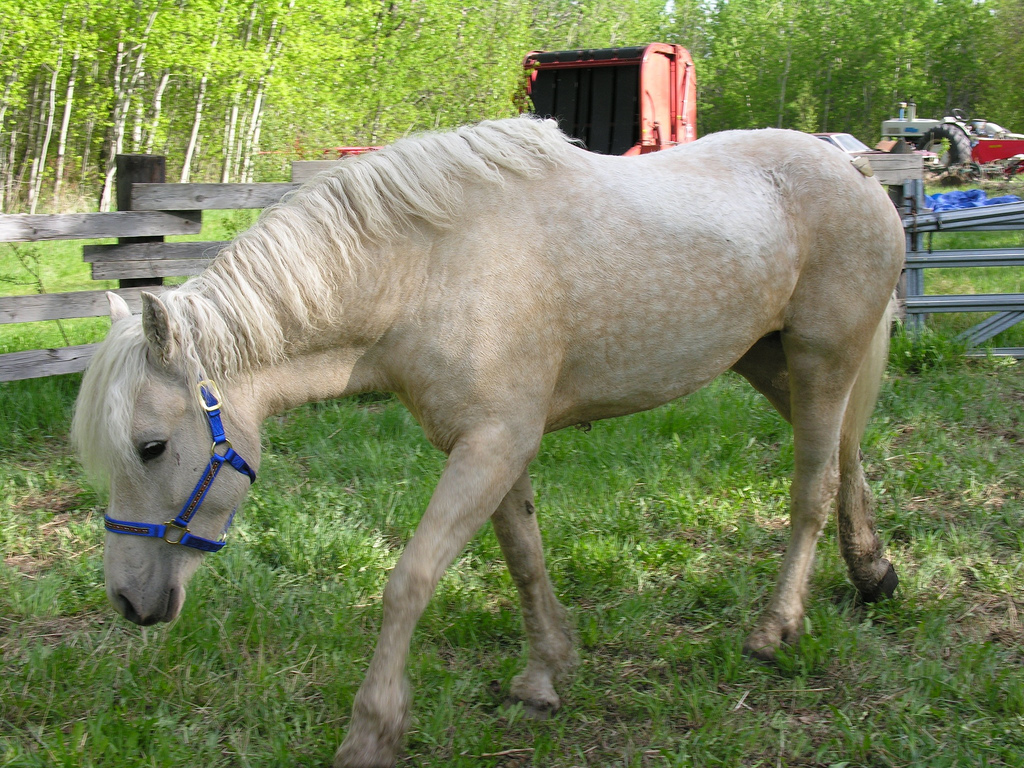
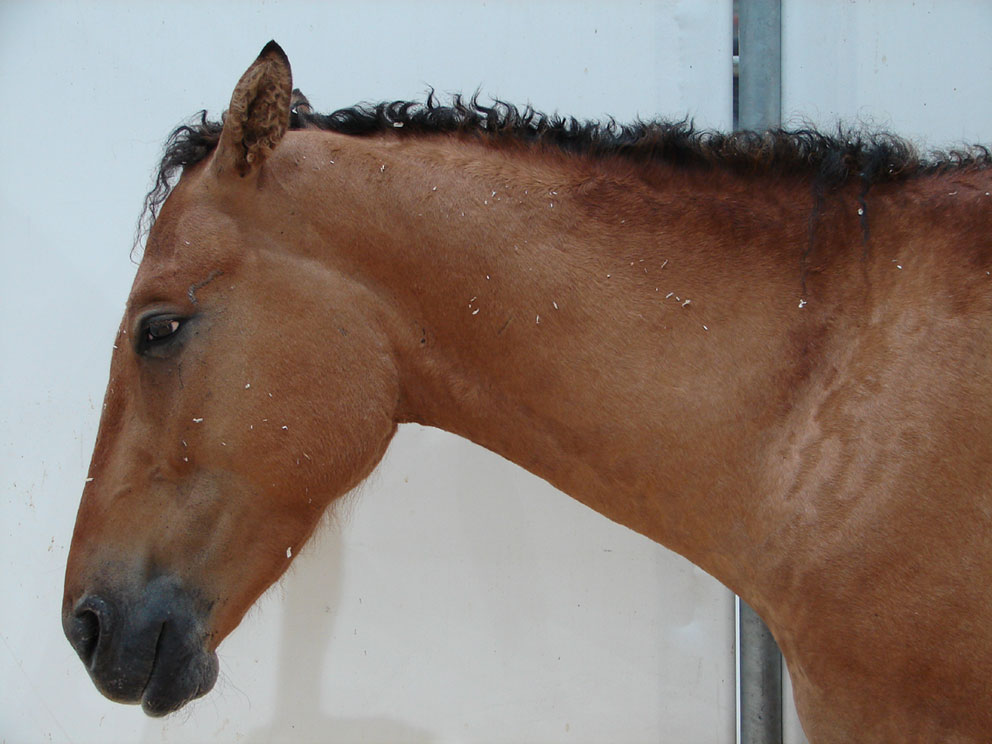